# Mike Barr
Michael J. Barr, detto Mike (Canton, 19 ottobre 1950), è un ex cestista e allenatore di pallacanestro statunitense, professionista nella ABA e nella NBA.

## Carriera
Venne selezionato dai Chicago Bulls al tredicesimo giro del Draft NBA 1972 (180ª scelta assoluta).

## Palmarès
- Migliore nelle palle rubate nei Playoff ABA (1974)